# Julie Drolet
 (août 2023).
Si vous disposez d'ouvrages ou d'articles de référence ou si vous connaissez des sites web de qualité traitant du thème abordé ici, merci de compléter l'article en donnant les références utiles à sa vérifiabilité et en les liant à la section « Notes et références ».
Julie Drolet, née le 30 septembre 1967, est une animatrice et journaliste travaillant pour la Société Radio-Canada depuis 1992.

## Biographie

### Famille
Fille aînée d'une famille de 8 enfants, son père est Yvan Drolet, hémato-oncologue de Québec, qui a mis sur pied le département de chimiothérapie du CHUQ à Québec. Sa mère, Nicole Perron, a enseigné le français aux nouveaux arrivants dans les COFI. Titulaire d'une maîtrise en linguistique et une autre maîtrise en philosophie, elle amorce un doctorat en anthropologie, plus particulièrement sur les sages-femmes innues.

### Carrière

#### Débuts (1992-1996)
Drolet commence sa carrière à CBKFT, une station affiliée à la Société Radio-Canada, en Saskatchewan. Elle sera cheffe d'antenne du bulletin télévisé francophone dans la province. Julie y restera près de trois ans, y apprenant les rudiments du métier. En plus de l'animation télé, elle anime des émissions radios quotidiennes à CBKF-FM.
En novembre 1994, elle revient à Montréal et intègre l'équipe de la nouvelle mouture de l'émission télé jeunesse Le Petit Journal, animé par Nancie Ferron, qui sera diffusé à TQS et RDI. Elle y travaille comme journaliste jusqu'à la naissance de son fils, Antoine, au printemps 1996.

#### Transfert à Québec (1997-2011)
Déménagée à Québec, elle profite de son congé de maternité pour faire un certificat en journalisme à l'université Laval et est engagée à CBVT en 1997. Elle y animera un magazine télé d'information, elle y travaillera comme journaliste d'affaires publiques et occupera à compter de 2004 le poste du cheffe d'antenne du Téléjournal Québec jusqu'en 2011.

#### Transfert à Montréal (2011-actuel)
En 2011, Drolet quitte Québec pour poursuivre sa carrière à RDI où elle animera un magazine sur la santé (RDI santé), une émission quotidienne d'affaires publiques sur la Commission Charbonneau avec l'ex-juge Suzanne Coupal, l'émission Les EX avec l'ex-ministre Yolande James, l'ex-députée et analyste Marie Grégoire, l'ex-ministre et par la suite chef du Bloc québécois Yves-François Blanchet et l'ex-député Mathieu Traversy.
Elle anime dès septembre 2020 le bulletin Le National les matins de semaine, présenté simultanément à Radio-Canada et RDI, ainsi que l'émission L'Info, à RDI, une quotidienne d'information en continu de 9h30 à 11h30.
En 2023, Julie Drolet succède à Geneviève Asselin pour l'animation du Téléjournal midi.

## Vie privée
Julie a deux enfants, Antoine et Marianne. Son conjoint et elle partagent la même passion pour l'information et travaillent tous deux pour Radio-Canada et RDI. Julie a aussi un chien qui se nomme Hercule.
Elle est la conjointe de Michel C. Auger.